# 콩고 공화국의 로마 가톨릭 교구 목록
콩고 공화국의 로마 가톨릭 교구는 1개 관구에 1개 관구장좌 대교구와 8개 일반교구로 구성된다

## 교구

### 브라자빌 관구(Province of Brazzaville)
- 브라자빌 관구장좌 대교구( Archdiocese of Brazzaville)
- 임퐁도 교구( Diocese of Impfondo)
- 킨칼라 교구( Diocese of Kinkala)
- 은카이 교구( Diocese of Nkayi)
- 우에소 교구( Diocese of Ouesso)
- 오완도 교구( Diocese of Owando)
- 푸엥트누아르 교구( Diocese of Pointe-Noire)
- 감보마 교구(Diocese of Gamboma)
- 도리세 교구(Diocese of Dolisie)